# Crudivorisme

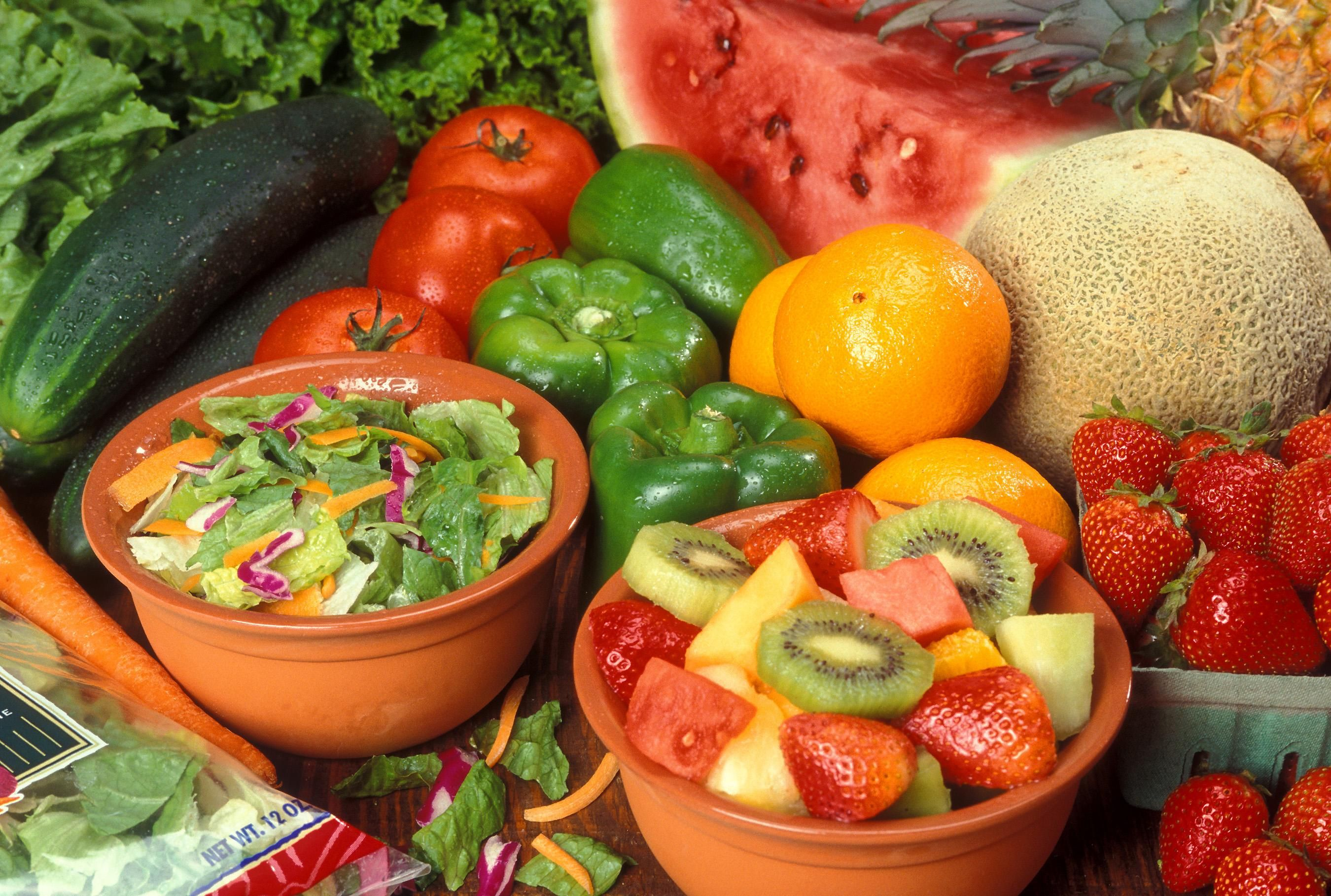
Fruits et légumes crus.

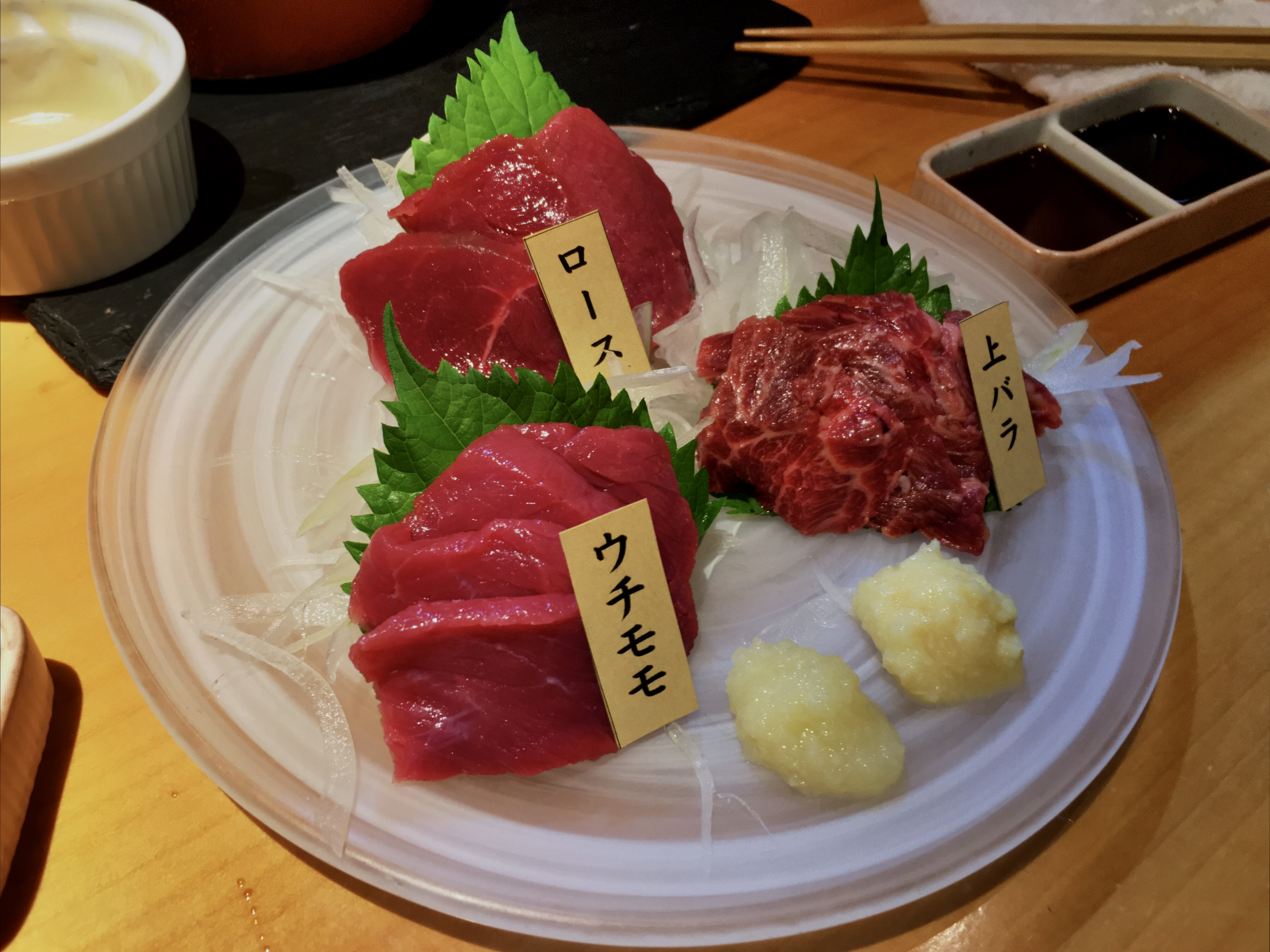
Viande de cheval crue à Tokyo.

Le crudivorisme, appelé également « alimentation vivante », est une pratique alimentaire qui consiste à se nourrir exclusivement d'aliments crus. Les personnes qui adoptent cette pratique le font généralement parce qu'elles espèrent en tirer un bénéfice en matière de santé,,.
Toutefois, selon l'Académie de nutrition et de diététique, cette pratique alimentaire très restrictive n'a pas fait l'objet d'études sur les enfants. Comme elle peut être « très pauvre en énergie, protéines, certaines vitamines et sels minéraux », cette association de nutritionnistes la déconseille pour les nourrissons et les enfants. La pratique peut par ailleurs favoriser les intoxications alimentaires, les bactéries, virus et parasites n'étant plus neutralisés par la cuisson.

## Catégories
Les crudivores peuvent être végétaliens (on dit qu'ils sont crudi-végétaliens), végétariens (crudi-végétarisme), ou adopter un régime omnivore incluant les produits carnés (œufs crus, viande séchée, etc.).

## Motivations
Les adeptes du crudivorisme suivent cette pratique alimentaire parce qu'ils en espèrent un bénéfice pour leur santé.

### Principaux effets de la cuisson des aliments
La cuisson de certains aliments a des effets positifs comme une meilleure assimilation de certains nutriments (les protéines animales et végétales, les glucides complexes des céréales et l'amidon des pommes de terre), la destruction d'éléments allergènes et pathogènes (virus, bactéries et parasites), une meilleure biodisponibilité de certaines substances telles que le lycopène (le pigment rouge que l'on trouve par exemple dans la tomate), l'alpha-carotène, la lutéine et les caroténoïdes lorsque l'aliment qui les contient est cuit. Une étude, publiée dans la revue américaine Proceedings of the National Academy of Sciences, suggère que la cuisson des aliments aurait ainsi joué un rôle clé dans l'évolution de l'Humanité. 
Elle peut toutefois aussi avoir des effets néfastes :
- Une cuisson longue ou à haute température détruit certains nutriments, notamment certaines vitamines comme la vitamine C et d'autres substances antioxydantes. Cette destruction n'est toutefois que partielle dans le cas d'une cuisson normale, si bien que de nombreux aliments cuits restent une source appréciable de vitamine C[8] et d'antioxydants.
- Par ailleurs, la cuisson à haute température de certains aliments entraîne la formation de composés potentiellement toxiques comme les produits de glycation (acrylamide, amines hétérocycliques, carboxyméthyllysine, hydroxyméthylfurfural, etc.)[9]. L'acrylamide a été classé par le Centre international de recherche sur le cancer dans la liste des cancérogènes du groupe 2A (cancérogènes probables).

### Enzymes (travaux de Edward Howell)
Un aliment est composé de vitamines, de minéraux, de protéines, de glucides et de lipides, mais aussi d'enzymes qui, selon les adeptes de l'alimentation crue, permettraient à l'organisme de mieux le digérer et l'assimiler. Or, la cuisson peut dénaturer ces enzymes. Selon une théorie développée par le Dr Edward Howell dans les années 1940, le système digestif serait alors obligé d’emprunter les enzymes du métabolisme général pour parvenir à digérer les aliments cuits.
En 1946, Edward Howell publie The Status of Food Enzymes in Digestion and Metabolism, qui porte sur la digestion par les enzymes présents dans l'alimentation crue. Selon Howell, ces enzymes participent à la digestion et donc soulageraient les sécrétions enzymatiques du corps, telles que la salive et le suc pancréatique. Il postule une « loi de la sécrétion adaptative des enzymes digestives ». Howell publie Enzyme Nutrition quarante ans plus tard, et une réédition de son ouvrage de 1946.

### Leucocytose digestive (travaux de Paul Kouchakoff)
Dans les années 1930 à l'Institut de chimie clinique de Lausanne, Paul Kouchakoff entreprend une recherche, qui laisse supposer que le corps reconnaitrait les aliments cuits comme étant des envahisseurs nocifs et qu'il ferait de son mieux pour essayer de les éliminer. En termes simples, des globules blancs (les leucocytes) se précipiteraient vers le lieu de l'invasion (les intestins) dès que la nourriture pénètre dans la bouche. Le phénomène s'appelle leucocytose digestive. Kouchakoff aurait découvert que, lorsque la nourriture était consommée crue, la leucocytose digestive ne se produisait pas. La quantité de globules blancs dans le système sanguin n’augmenterait pas lorsqu'on mange de la nourriture crue. Les aliments cuits et transformés, au contraire, déclencheraient à coup sûr une mobilisation des globules blancs. La leucocytose ne se produirait pas si les aliments crus sont ingérés avant les aliments cuits.
Paul Kouchakoff republie ses recherches en 1937 dans l'article Nouvelles lois de l’alimentation humaine basées sur la leucocytose digestive suivant ainsi les travaux de Donders en 1846, Grancher en 1876, Hofmeister et Pohl, Schneyer en 1894 et Duperie en 1881, Cabot et Rieder. L'hypothèse que la leucocytose digestive puisse être un facteur de maladie, émise dès 1900, était alors déjà accueillie avec scepticisme.

En 1932, Joseph Sivadjian résume l'article de Paul Kouchakoff « Influence de l'alimentation sur la formule sanguine de l'homme » (C. R. Soc. Biol. CV, 207, 1930) : 

« La leucocytose alimentaire, ainsi que le changement du pourcentage relatif, considérés comme des phénomènes physiologiques, seraient en réalité des manifestations pathologiques dues à l'introduction dans l'organisme d'aliments modifiés par la cuisson, de microbes, etc. Ces modifications ne s'observeraient pas après la consommation de produits frais. L'ingestion d'aliments modifiés seulement par la chaleur produirait une leucocytose sans modification du pourcentage relatif des globules blancs, modification qui se produirait lors de l'absorption d'aliments altérés par les microorganismes ou par l'industrie. »

## Critiques et controverses

### Effets sur la santé
En 2009, l'Académie de nutrition et de diététique déconseille le crudivorisme pour les nourrissons et les enfants, car la sécurité de cette pratique alimentaire présente des risques de carence en énergie, en protéines, et en certaines vitamines et minéraux. Par ailleurs, certains légumes largement consommés cuits sont toxiques à l'état cru, comme le haricot,,,. 
En 1999, il ressort d'une étude par questionnaire portant sur 216 hommes et 297 femmes adeptes d'une alimentation crue à long terme que, depuis le début de leur régime, ces personnes constatent une perte de poids de 9,9 kg en moyenne chez les hommes et de 12 kg chez les femmes. Leur indice de masse corporelle est inférieur à la normale (seuil de 18,5 kg/m2) chez 14,7 % des hommes et 25,0 % des femmes. Par ailleurs, une aménorrhée partielle ou totale est constatée chez environ 30 % des femmes en dessous de 45 ans. Celles qui consomment une grande quantité d'aliments crus (> 90 %) sont plus affectées que celles ayant une consommation plus modérée de ces produits.
Consommer certains aliments crus, notamment la viande et le poisson, expose à des intoxications alimentaires, les bactéries, virus et parasites n'étant plus neutralisés par la cuisson.

### Personnification du mouvement et risques de dérives sectaires
Dans les années 2010, avec l’apogée d'internet, la mouvance crudivore se popularise et voit l'émergence de figures de proue comme Thierry Casasnovas, naturopathe et vidéaste web français,,, dont les pratiques relèvent du charlatanisme selon l'Union nationale des associations de défense des familles et de l'individu victimes de sectes (UNADFI).
David Wolfe (en), adepte de nombreux mythes non scientifiques comme la Terre plate et opposant à la vaccination, est un autre promoteur du crudivorisme dans le monde anglo-saxon.